# Гамбург-Гогелюфт-Вест
Гогелюфт-Вест (нім. Hoheluft-West) — частина району Аймсбюттель вільного та ганзейського міста Гамбург. З приблизно 13000 мешканців на квадратний кілометр (на кінець 2022 року) район разом із сусіднім Гогелюфт-Ост є одним із найбільш густонаселених районів Німеччини. Гогелюфт-Вест є штаб-квартирою компанії Beiersdorf.